# Starjak
Starjak je sídlo vesnického charakteru v Chorvatsku, které je součástí města Záhřeb, konkrétně jeho čtvrti Brezovica. Nachází se asi 20 km jihozápadně od centra Záhřebu. Je jedním z odlehlých předměstí Záhřebu, ale zároveň i samostatnou vesnicí. V roce 2011 zde žilo celkem 227 obyvatel, což je nárůst oproti roku 2001, kdy zde žilo 175 obyvatel v 55 domech.
Vesnicí neprochází žádná větší silnice, pouze lokální silnice spojující Starjak se sousedními vesnicemi Brebernica, Strmec a Kupinečki Kraljevec, přes který prochází župní silnice Ž1037.

## Sousední sídla
| Růžice kompasu | Kupinečki Kraljevec |                      |            | Růžice kompasu |
| Růžice kompasu | Sever               |                      |            | Růžice kompasu |
| Růžice kompasu | Starjak             |                      |            | Růžice kompasu |
| Růžice kompasu | Jih                 |                      |            | Růžice kompasu |
| Růžice kompasu |                     | Bregana Pisarovinska | Brebernica | Růžice kompasu |